# Birkerød
Birkerød est une ancienne municipalité du Danemark, rattachée depuis 2007 à Rudersdal, dans la région de Hovedstaden, au Nord-Est de l'île de Sjælland.

## Jumelages
- Tórshavn (Îles Féroé)
- Garðabær (municipalité) (Islande)

## Religion
- La commune abrite à Åsebakken un prieuré bénédictin de religieuses affiliées à la congrégation de Beuron.